# Ctenodactylus
Genre
Ctenodactylus est un genre de petits rongeurs de la famille des Ctenodactylidae. On trouve ces gundis en Afrique.
Ce genre a été décrit pour la première fois en 1830 par le zoologiste britannique John Edward Gray (1800-1875).

## Liste d'espèces
Selon Mammal Species of the World (version 3, 2005)  (30 déc. 2012), ITIS (30 déc. 2012), Catalogue of Life (30 déc. 2012) et NCBI (30 déc. 2012) :
- Ctenodactylus gundi (Rothmann, 1776) — Goundi d'Afrique du Nord[5] ou Goundi de l'Atlas[6]
- Ctenodactylus vali Thomas, 1902 — Goundi du Sahara[5] ou Goundi du désert[7].